# 斯卡拉广场画廊
斯卡拉广场画廊（Gallerie di Piazza Scala）或意大利画廊-斯卡拉广场（Gallerie d'Italia - Piazza Scala） 是意大利米兰的一座现当代艺术博物馆，位于斯卡拉广场的布伦塔尼宫和安圭索拉宫，收藏了卡里波罗基金会收藏的195 件艺术品，其中包括安东尼奥·卡诺瓦和 翁贝托·薄邱尼等十九世纪伦巴第画家和雕塑家的代表作。 2012 年 10 月 25 日，意大利商业银行宫开设了一个新展区，展示了 189 件二十世纪的艺术作品。
意大利共和国总统塞尔焦·马塔雷拉在奎里纳莱宫主持的2017 年企业艺术奖颁奖典礼上， 画廊获得了“二十一世纪赞助人”的特别奖。 

## 艺术家与艺术作品
在米兰市中心的「Piazza della Scala」博物馆中，共有153位画家
- Alighiero Boetti（都灵 1940 - 罗马 1994）
  - Senza titolo，1966年，99.7 x 99.7 厘米
  - AI IEOOEI LGHRBTT，1975年，100 x 70 厘米 每幅
- Agostino Bonalumi（维梅尔卡特，米兰 1935）
  - Rosso，1964年，70.5 x 60 x 4.5 厘米
- Alberto Burri（城市卡斯泰洛，佩鲁贾 1915 - 尼斯 1995）
  - Sabbia，1952年，90 x 108.5 厘米
  - Rosso Nero，1953年，98.8 x 85.2 厘米
- Enrico Castellani（卡斯特尔马萨，罗维戈 1930）
  - Superficie bianca（致敬黎明），1971年，141 x 212 厘米
- Sandro Chia（佛罗伦萨 1946）
  - Ometto quando ti sentirai a tuo agio visto che sei a casa tua，1976年，80 x 80 厘米
- Francesco Filippini（布雷西亚 1853 - 米兰 1895）
  - Prime Nevi，1963年，油画布，115 x 80 厘米
- Lucio Fontana（圣费尔南多 1899 - 科马比奥，瓦雷泽 1968）
  - Concetto spaziale，1951年，68 x 70 厘米
  - Concetto spaziale，1952年，34.5 x 49.5 厘米
  - Concetto spaziale，1956年，58 x 43.5 厘米
  - Concetto spaziale. Attese，1959-1960年，64.5 x 42.5 厘米
  - Concetto spaziale: la Luna a Venezia，1961年，150 x 150 厘米
  - Concetto spaziale. Attese，1964年，53 x 64 厘米
  - Concetto spaziale. Attese，1967年，81 x 65 厘米
  - Concetto spaziale，1967年，110 x 110 x 10.5 厘米
  - Concetto spaziale，1967年，28 x 49 厘米
- Salvatore Garau（圣吉斯塔 1953）
  - Scultura che lancia-lucciole-segnali di pioggia，1992年，105 x 105 厘米
- Piero Manzoni（宋奇诺，克雷莫纳 1933 - 米兰 1963）
  - Achrome，1958年，70 x 100 厘米
- Giuseppe Santomaso（威尼斯 1907 - 1990）
  - Ricordo verde，1953年，120.2 x 150 厘米
- Mario Schifano（霍姆斯 1934 - 罗马 1998）
  - Ultimo autunno，1963年，179 x 140 厘米
  - Futurismo rivisitato，1966年，100 x 52 厘米
- Emilio Vedova（威尼斯 1919 - 2006）
  - Spazio inquieto T1，1957年，134.5 x 167.9 厘米
  - Spagna. Omaggio a Machado，1959-1960年，129.7 x 57.7 厘米